# Gabriel Knight: Sins of the Fathers
Gabriel Knight: Sins of the Fathers (с англ. — «Габриэль Найт: грехи отцов») — приключенческая игра, выпущенная компанией Sierra-on-Line в 1993 году. Игра стала первым самостоятельным проектом геймдизайнера Джейн Дженсен, и один из старейших и самых авторитетных журналов о компьютерных играх Computer Gaming World признал её «Приключенческой игрой года». Игра положила начало трилогии Gabriel Knight и легла в основу одноимённой книги, изданной Джейн Дженсен в 1996 году.

## Сюжет
Габриэль расследует серию убийств, рассчитывая на основе этого дела написать новую книгу. Дело примечательно тем, что в нём прослеживаются следы колдунов вуду. Во время расследования Габриэлю приходится всё глубже погружаться в мир мифов вуду, изучать их методы колдовства. Неожиданно для себя он обнаруживает странную связь между этим делом и ночными кошмарами, снившимися ему на протяжении всей его жизни.
Габриэль находит родственника в Германии, и тот сообщает ему о фамильном наследстве. Габриэль находит у себя плащ шаттенъегерей (нем. Schattenjäger) — «истребителей теней». Он узнаёт, что род шаттенъегерей едва не прервался и он является последним его представителем. Наконец Габриэлю удаётся связать мучавшие его кошмары и убийства вуду. Для этого ему предстоит отправиться в Германию, затем в Африку, после чего возвратиться в Новый Орлеан, где его ждёт развязка истории и где ему предстоит сделать выбор: любовь и прощение или исполнение своего долга (в игре два возможных завершения).

## Игровой процесс
Движение главного персонажа ограничено изображаемым на экране пространством, которое является отдельной локацией. По локациям города можно перемещаться только в строго определённые места. Персонаж может совершать такие действия, как: брать, говорить, использовать, смотреть.

## Персонажи
Описание постоянных героев сериала см. Gabriel Knight, Постоянные герои
Malia Gedde/Tetelo
Dr. John

## Актёры
В CD-ROM-версии игры персонажей озвучивали такие известные актёры, как Тим Карри (Габриэль), Марк Хэмилл (детектив Моузли), Лиа Ремини (Грейс) и Майкл Дорн (доктор Джон).

## Отзывы
| Сводный рейтинг | Сводный рейтинг |
| Агрегатор       | Оценка          |
| --------------- | --------------- |
| GameRankings    | 74,40 %         |